# Samia fenestrella
Samia fenestrella är en fjärilsart som beskrevs av Mezger. 1928. Samia fenestrella ingår i släktet Samia och familjen påfågelsspinnare. Inga underarter finns listade.